# Eupogonius yeiuba
Eupogonius yeiuba là một loài bọ cánh cứng trong họ Cerambycidae.